# Локально конечная группа
В математике, в области теории групп, локально конечная группа — это группа, определенным образом (как индуктивный предел) конструирующаяся из конечных групп. Как и для конечных групп, для локально конечных групп изучаются подгруппы Силова, подгруппы Картера и т. п.

## Определения
Чаще всего употребляются следующие определения:
Локально конечной группой называется группа, каждая конечно порожденная подгруппа которой является конечной.
Локально конечной группой называется группа, у которой каждое конечное подмножество содержится в конечной подгруппе.
Эти определения равносильны.

## Примеры
Примеры:
- Конечная группа является локально конечной.
- Прямая сумма конечных групп является локально конечной[1].
- Квазициклическая группа является локально конечной.
- Гамильтонова группа является локально конечной.
- Периодическая линейная группа является локально конечной[2].
- Разрешимая периодическая группа является локально конечной[3].

## Свойства
Теорема Шмидта: класс локально конечных групп замкнут относительно взятия подгрупп, факторгрупп и расширений.
У всякой группы единственная максимальная локально конечная подгруппа.
Всякая бесконечная локально конечная группа содержит бесконечную абелеву подгруппу.
Если локально-конечная группа содержит конечную максимальную p-подгруппу, то все её максимальные p-подгруппы сопряжены, причём если их количество конечно, то оно сравнимо с 1 по модулю p (см. также Теоремы Силова).
Если каждая счётная подгруппа локально конечной группы содержит не более чем счётное количество максимальных p-подгрупп, то все её максимальные p-подгруппы сопряжены.